# Dorothy West (escritora)
Dorothy West (2 de junho de 1907 - 16 de agosto de 1998) foi uma escritora de contos e editora de revistas de romancistas americanos associados ao Renascimento do Harlem, um movimento cultural nas décadas de 1920 e 1930 que celebrava arte negra, literatura e música. Ela foi uma das poucas escritoras negras a serem publicadas nas principais revistas literárias nas décadas de 1930 e 1940. Ela é mais conhecida por seu romance de 1948, The Living Is Easy, sobre a vida de uma família negra da classe alta e suas tentativas de escalar a escada social. Ela também explorou as complexidades da experiência negra nos Estados Unidos em contos e ensaios que desafiaram estereótipos e exploraram temas como raça, classe e gênero. Seu trabalho abriu o caminho para as gerações futuras de escritores afro-americanos, e seu legado continua a inspirar e influenciar os escritores hoje.

## Biografia

### Anos Iniciais e Educação
Dorothy West nasceu em 2 de junho de 1907, em Boston, Massachusetts, filha de Rachel Benson, uma de 22 filhos, e Isaac Christopher West, um ex-escravo que se tornou um empresário de sucesso. Aos sete anos, o pai de Dorothy ganhou sua liberdade e quando ela tinha 10 anos, ele tinha economizado dinheiro suficiente em uma caixa de charutos para abrir seu próprio negócio. Quando Dorothy nasceu, sua família já era a família negra mais rica de Boston, graças à propriedade de Isaac West de uma empresa de frutas no atacado, o que lhe rendeu o apelido de "Black Banana King" de Boston. Sua mãe era de Camden, Carolina do Sul. Seus pais se divorciaram quando Dorothy era jovem, e sua mãe mudou a família para o Harlem, Nova York, em busca de melhores oportunidades. West frequentou a Girls' High School no Brooklyn, Nova York, e depois se matriculou na Boston University College of Communication, mas desistiu depois de um ano para seguir a carreira de escritora.

## Literatura Selecionada
- The Living Is Easy. [S.l.]: Houghton Mifflin Company. 1948; reissued by The Feminist Press, 1982
- The Wedding. [S.l.]: Doubleday Books. 1995. ISBN 978-0-385-47143-5
- The Richer, The Poorer: Stories, Sketches, and Reminiscences. [S.l.]: Knopf Doubleday Publishing Group. 1995. ISBN 978-0385471466
- Saunders, James Robert; Shackelford, Renae Nadine, eds. (2001). The Dorothy West Martha's Vineyard: Stories, Essays and Reminiscences by Dorothy West Writing in the Vineyard Gazette. [S.l.: s.n.]
- Mitchell, Verner D.; Davis, Cynthia, eds. (2004). Where the Wild Grape Grows: Selected Writings, 1930–1950. [S.l.]: University of Massachusetts Press. ISBN 9781558494718
- Bascom, Lionel C., ed. (2008). The Last Leaf of Harlem: Selected and Newly Discovered Fiction by the Author of The Wedding. [S.l.]: St. Martin's Press. ISBN 978-0312261481